# Герб Армянской ССР
Герб Армя́нской ССР (арм. ՀԽՍՀ զինանշան) — государственный символ Армянской Советской Социалистической Республики. Герб Армянской ССР базируется на гербе Советского Союза.

## Описание
Государственный герб Армянской Советской Социалистической Республики состоит из изображения Большого и Малого Арарата, сверху серп и молот на пятиконечной звезде, окружённой лучами. У подножия гор куст виноградника с лозой и листьями, справа и слева колосья пшеницы. Вокруг герба на полях надпись на армянском языке «Армянская Советская Социалистическая Республика». Внизу на красном фоне надпись на армянском и русском языках «Пролетарии всех стран, соединяйтесь!»

## История герба

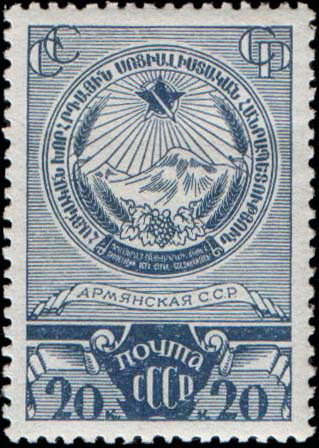
Почтовая марка СССР «Герб Армянской ССР», 1938

Конституция, принятая I съездом Советов Армении 2 февраля 1922 года, утвердила описание герба Армении. Герб представлял собой изображение хребтов Большого и Малого Масиса (Арарата), над которыми в лучах восходящего солнца располагались серп и молот, у подножия — куст винограда с лозой и листьями, колосья пшеницы, ветки маслины. Вокруг герба на полях располагались надписи на армянском языке «Социалистическая Советская Республика Армения» и «Пролетарии всех стран, соединяйтесь!» Рисунок герба выполнили Мартирос Сарьян и Акоп Коджоян.
Существует дипломатический апокриф, в соответствии с которым Турция будто выразила протест — почему Армения поместила на свой герб гору, которая ей не принадлежит? На что тогдашний нарком иностранных дел Чичерин ответил: «А почему на флаге Турции помещён полумесяц? Луна ведь тоже ей не принадлежит».
Название республики по-армянски на гербе 1922 года читалось как «hАйастани́ Социалистака́н Хорһрдайи́н hАнрапетутю́н» (Социалистическая Советская Республика Армения). 3 апреля 1927 года V съезд Советов ССР Армении принял новую редакцию Конституции, согласно которой было изменено название на «Армянская ССР» и аббревиатура этого названия на армянском языке была включена в герб Армянской ССР вместо ранее существовавшего полного названия.
После упразднения Закавказской Социалистической Федеративной Советской Республики (ЗСФСР) и вхождения Армянской ССР непосредственно в состав СССР на 23 марта 1937 года Чрезвычайном IX съезде Советов Армянской ССР была принята новая Конституция. Герб был несколько изменён: оливковый венок заменён хлебными колосьями, удалён с рисунка диск восходящего солнца и его лучи, серп и молот стали освещаться пятиконечной звездой, вокруг герба располагались надписи «Армянская Советская Социалистическая Республика» (на армянском языке), а внизу герба: «Пролетарии всех стран, соединяйтесь!» (на армянском и русском языках).
С 1937 по 1940 годы надпись на гербе читалась по-армянски как «hАйкака́н Хорһрдайи́н Социалистака́н hанрапетутю́н» (Армянская Советская Социалистическая Республика). В 1940 году армянские термины «советская» и «республика» были изменены. Новый вариант названия республики по-армянски: «hАйкака́н Советака́н Социалистака́н Респу́блика». С 1966 года вновь стали переводить по-старому слово «Республика» и до конца существования Армянской ССР и первое время у Республики Армения на гербе была надпись «hайкакАн Советака́н Социалистака́н hАнрапету́тюн».
Статья 120 Конституции Армянской ССР описывала герб республики так:

Государственный герб Армянской Советской Социалистической Республики состоит из изображения Большого и Малого Арарата, сверху серп и молот на пятиконечной звезде, окружённой лучами. У подножия гор куст виноградника с лозой и листьями, справа и слева колосья пшеницы. Вокруг герба на полях надпись на армянском языке «Армянская Советская Социалистическая Республика». Внизу на красном фоне надпись на красном фоне на армянском и русском языках «Пролетарии всех стран, соединяйтесь!»

В Конституции 1978 года было уточнено, что лучи на гербе солнечные.